# Alpi del Moncenisio
Le Alpi del Moncenisio (dette anche Alpi Cozie settentrionali) sono una sottosezione delle Alpi Cozie. Costituiscono la parte settentrionale delle Alpi Cozie dal colle del Monginevro fino al colle del Moncenisio. A sud confinano con le Alpi del Monginevro e a nord con le Alpi Graie. Prendono il nome dal colle del Moncenisio, colle che le individua principalmente. La vetta più alta del massiccio è il Pierre Menue (detto anche Aiguille de Scolette - 3.506 m).

## Delimitazioni
Confinano:
- a nord con le Alpi della Vanoise e del Grand Arc (nelle Alpi Graie) e separate dal fiume Arc;
- a nord-est con le Alpi di Lanzo e dell'Alta Moriana (nelle Alpi Graie) e separate dal Colle del Moncenisio;
- a sud-est con le Alpi del Monginevro (nella stessa sezione alpina) e separate dal Colle del Monginevro;
- a sud-ovest con il Massiccio des Écrins (nelle Alpi del Delfinato) e separate dal fiume Guisane;
- ad ovest con le Alpi delle Grandes Rousses e delle Aiguilles d'Arves (nelle Alpi del Delfinato) e separate dal Colle del Galibier.

Ruotando in senso orario i limiti geografici sono: Colle del Moncenisio, Val Cenischia, Val di Susa, Colle del Monginevro, fiume Durance, torrente Guisane, Colle del Galibier, torrente Valloirette, fiume Arc, Colle del Moncenisio.

## Suddivisione

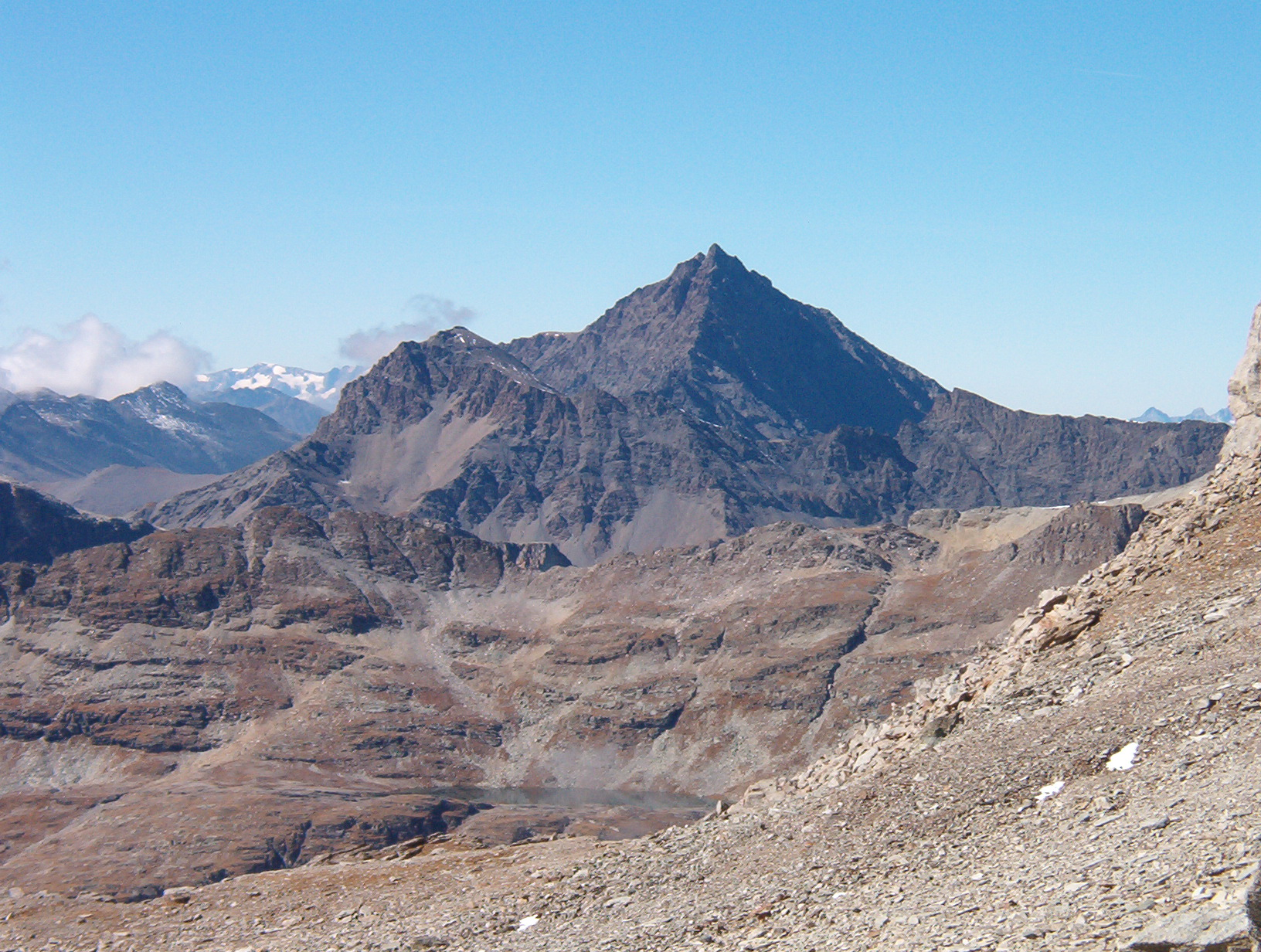
Pierre Menue, la vetta principale.

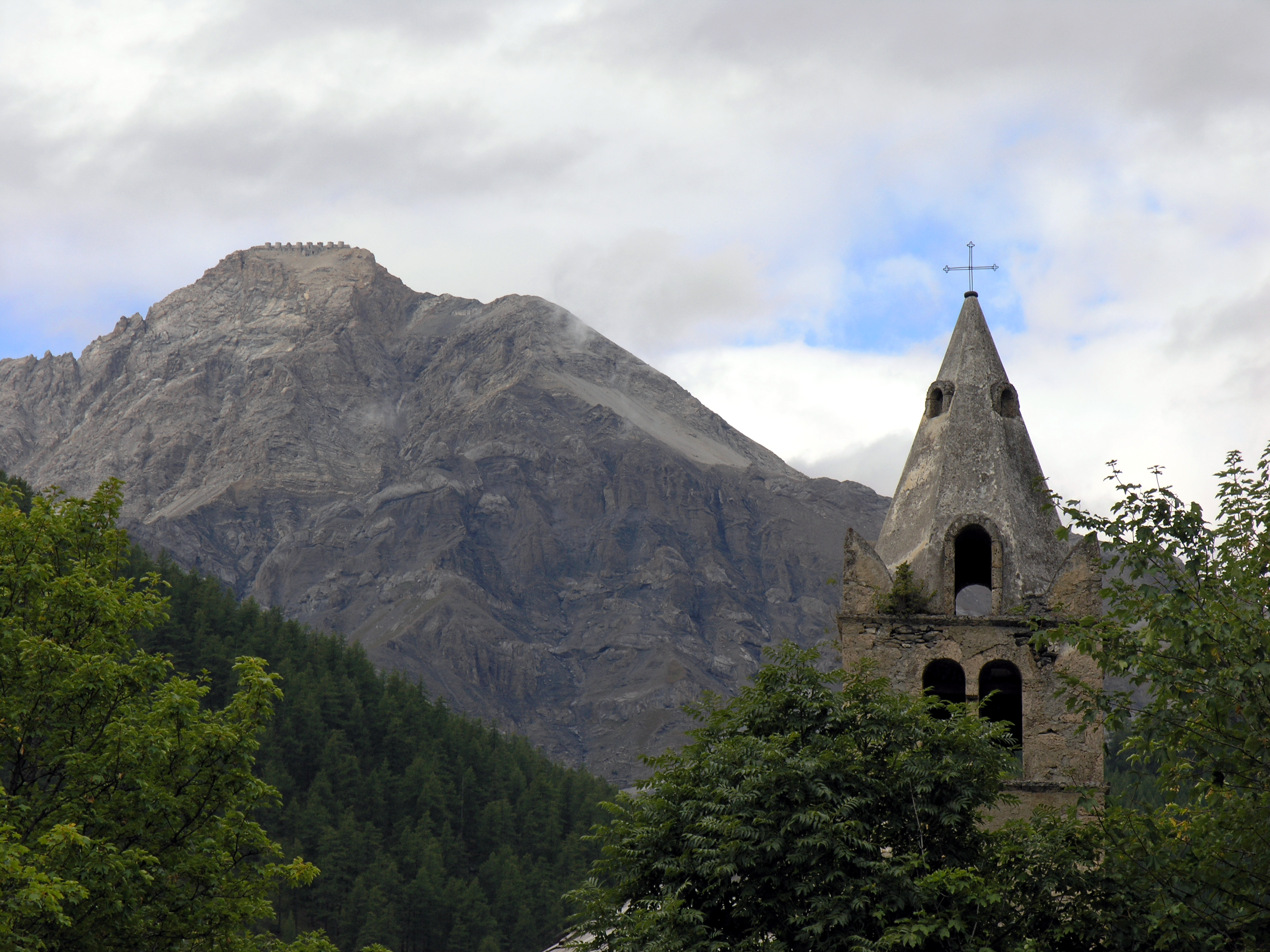
Gruppo del Chaberton

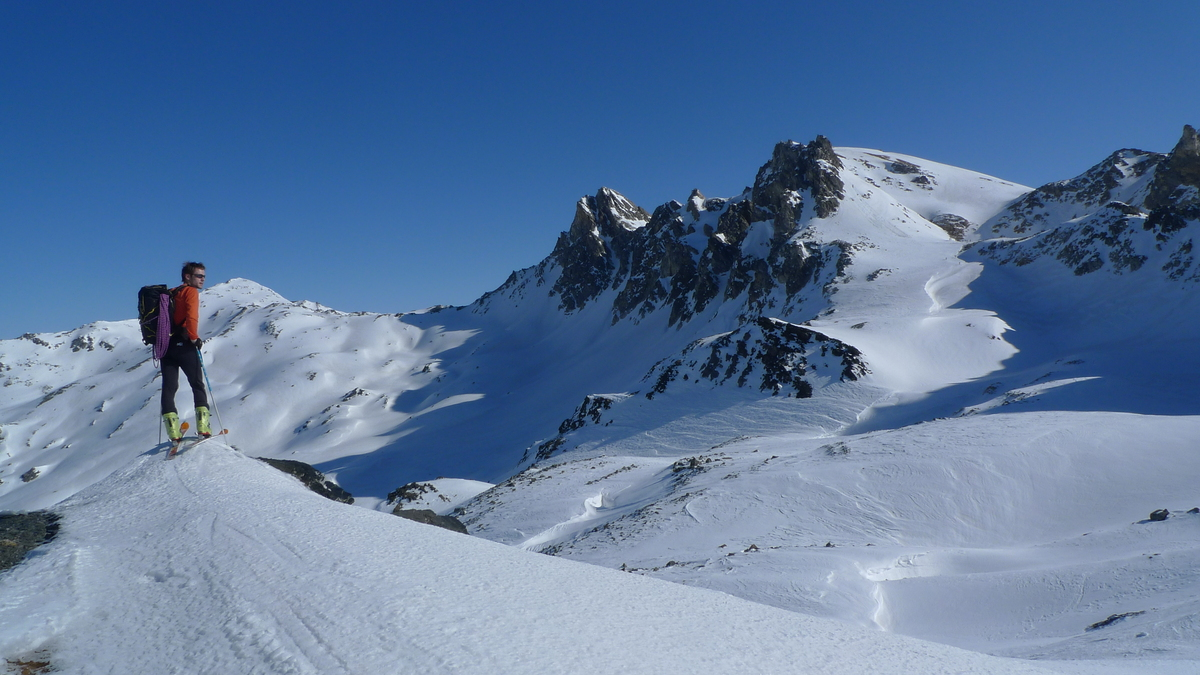
Gruppo del Monte Tabor

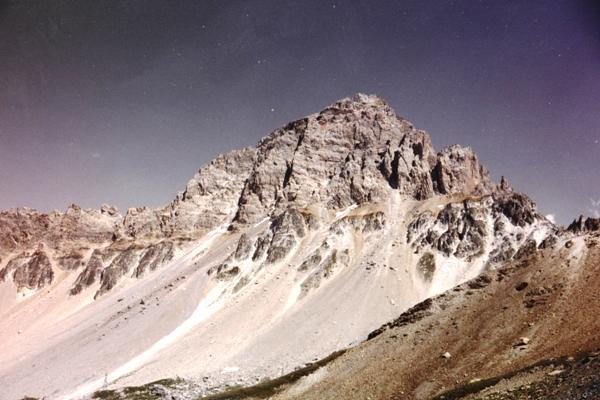
Massiccio dei Cerces

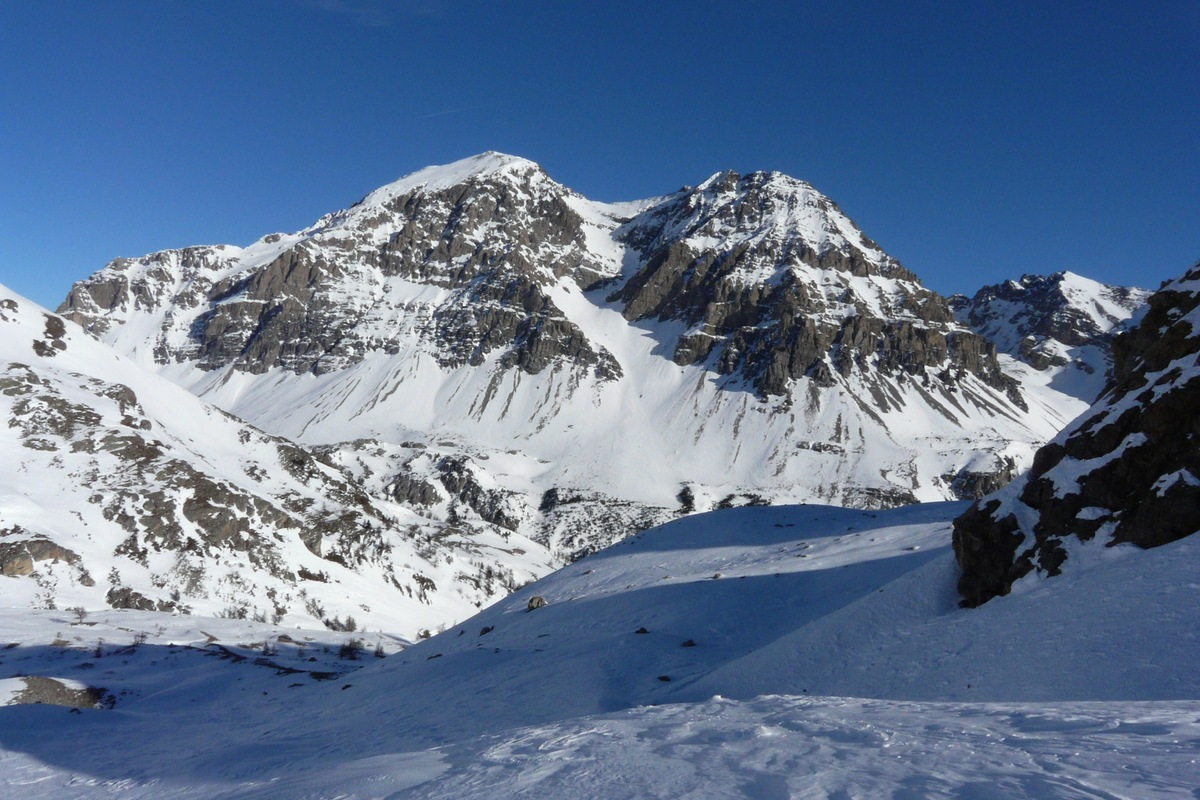
Gruppo della Rocca Bernauda

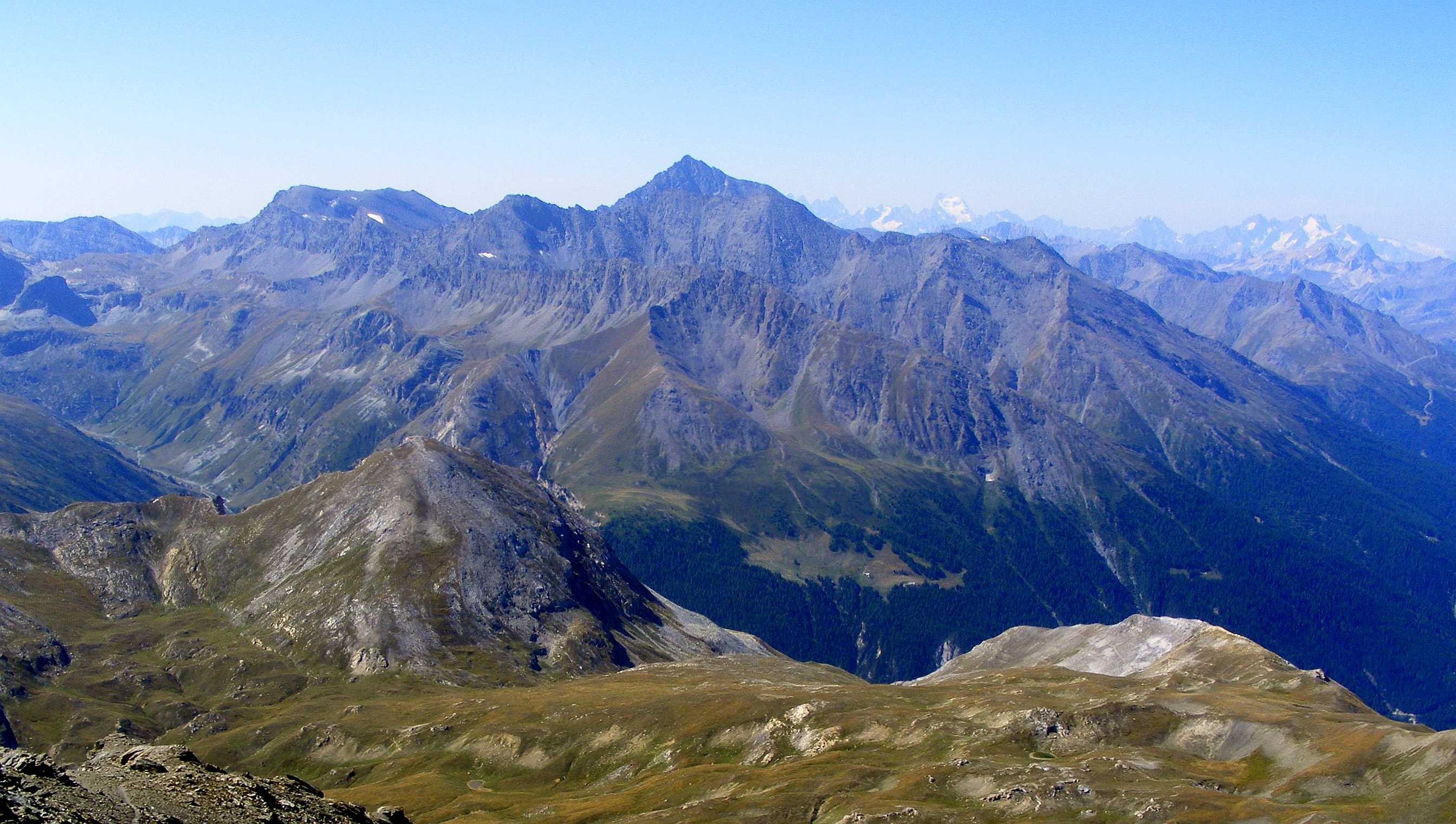
Gruppo della Pierre Menue

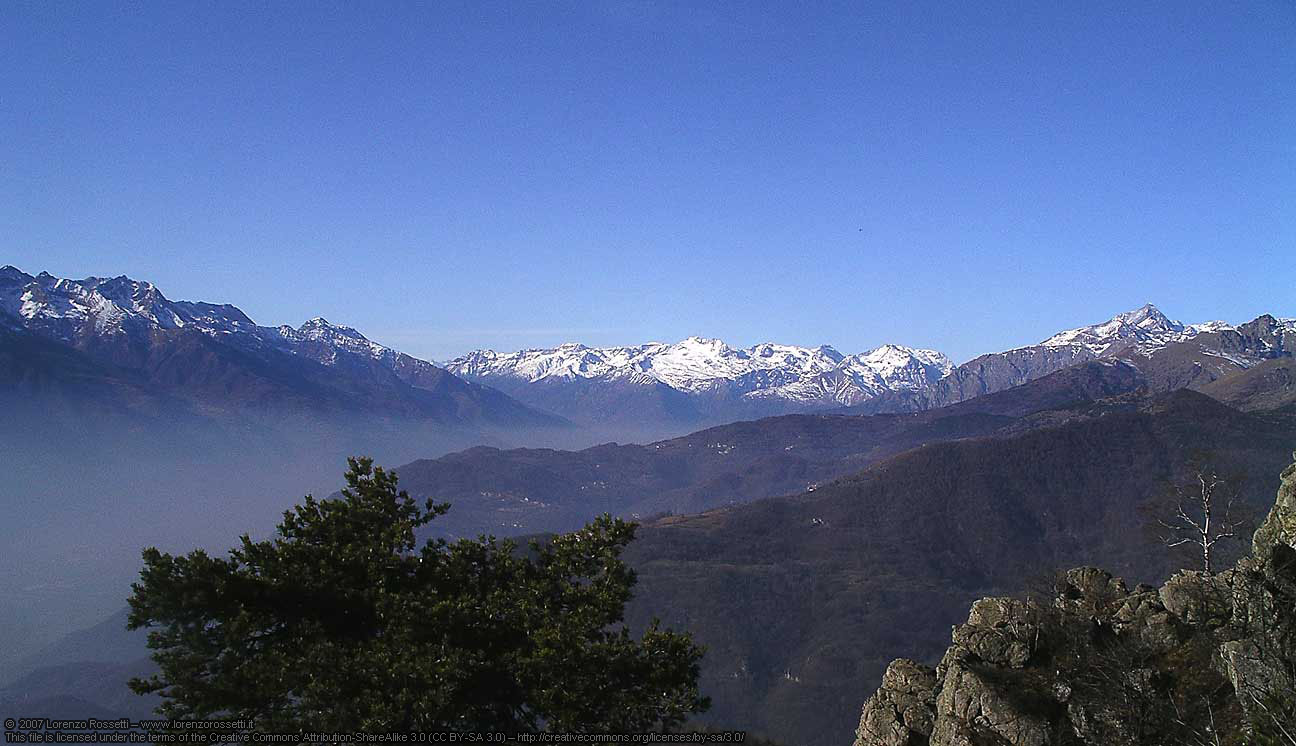
Gruppo d'Ambin

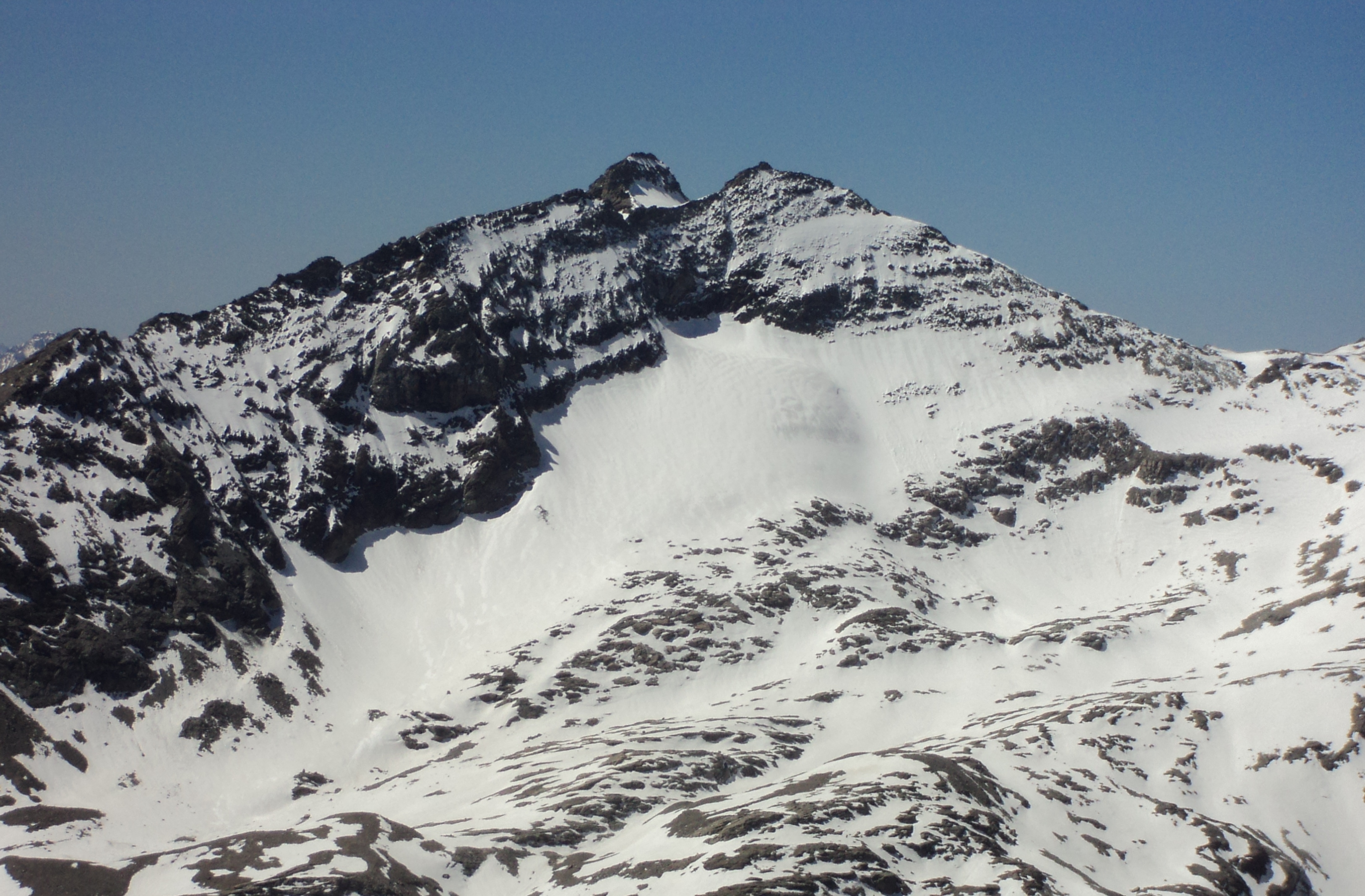
Punta Ferrand

Secondo la SOIUSA le Alpi del Moncenisio sono una sottosezione alpina con la seguente classificazione:
- Grande parte = Alpi Occidentali
- Grande settore = Alpi Sud-occidentali
- Sezione = Alpi Cozie
- Sottosezione = Alpi del Moncenisio
- Codice = I/A-4.III

Secondo la SOIUSA le Alpi del Moncenisio sono a loro volta suddivise in due supergruppi, sei gruppi e 15 sottogruppi:
- Catena Chaberton-Tabor-Galibier (A)
  - Gruppo del Chaberton (A.1)
    - Sottogruppo Chaberton-Clotesse (A.1.a)
    - Sottogruppo Mezzodì-Sueur (A.1.b)

  - Gruppo del Monte Tabor (A.2)
    - Sottogruppo del Monte Tabor (A.2.a)
    - Cresta della Roche Chateau (A.2.b)
    - Sottogruppo dei Marches (A.2.c)
    - Sottogruppo Bissort-Sarrasins (A.2.d)

  - Massiccio dei Cerces (A.3)
    - Cresta Grand Galibier-Moulinière-Cerces (A.3.a)
    - Cresta Grand Aréa-Roche Gauthier (A.3.b)
- Catena Bernauda-Pierre Menue-Ambin (B)
  - Gruppo della Rocca Bernauda (B.4)
    - Cresta Bernauda-Re Magi (B.4.a)
    - Cresta Punta Nera-Grand Argentier (B.4.b)

  - Gruppo della Pierre Menue (B.5)
    - Cresta Gran Vallone-Punta del Fréjus (B.5.a)
    - Sottogruppo della Pierre Menue (B.5.b)

  - Gruppo d'Ambin (B.6)
    - Sottogruppo d'Etiache (B.6.a)
    - Sottogruppo Sommeiller-Vallonetto (B.6.b)
    - Sottogruppo Ambin-Niblè (B.6.c).

Il primo supergruppo raccoglie la parte occidentali delle Alpi del Moncenisio mentre il secondo la parte orientale. La linea di demarcazione è costituita dal torrente Dora di Bardonecchia, la Valle Stretta, il Colle di Valle Stretta e Modane.

## Vette
Le vette principali delle Alpi del Moncenisio sono:
- Pierre Menue - 3.506 m
- Rognosa d'Etiache - 3.382 m
- Rocca d'Ambin - 3.377 m
- Denti d'Ambin - 3.372 m
- Monte Niblè - 3.365 m
- Punta Ferrand - 3.348 m
- Punta Sommeiller - 3.333 m
- Monte Giusalet - 3.313 m
- Grand Galibier - 3.242 m
- Rocca Bernauda - 3.225 m
- Cima del Vallonetto - 3.217 m
- Pic du Thabor - 3.207 m
- Monte Thabor - 3.178 m
- Cima del Gran Vallone - 3.171 m
- Rochers Cornus - 3.170 m
- Punta Clairy - 3.161 m
- Punta Baldassarre - 3.156 m
- Monte Chaberton - 3.131 m
- Punta Bagnà - 3.129 m
- Pic des Trois Évêchés - 3.116 m
- Pointe des Cerces - 3.097 m
- Roche Noire - 3.085 m
- Gran Bagna - 3.080 m
- Pic de la Moulinière - 3.073 m
- Gros Peyron - 3.047 m
- Punta Nera - 3.047 m
- Punta Melchiorre - 2.952 m
- Rocca di Chardonnet - 2.950 m
- Monte Fréjus - 2.936 m
- Monte Seguret - 2.926 m
- Monte Malamot - 2.917 m
- Roche Chateau - 2.898 m
- Grand Seru - 2.889 m
- Punta Clotesse - 2.872 m
- Grand Aréa - 2.869 m
- Punta Gasparre - 2.811 m
- Monte Jafferau - 2.805 m
- Grand'Hoche - 2.762 m
- Roche Gauthier - 2.749 m
- Punta Quattro Sorelle - 2.698 m
- Guglia del Mezzodì - 2.621 m
- Guglia Rossa - 2.548 m
- Monte Cotolivier - 2.105 m

## Rifugi

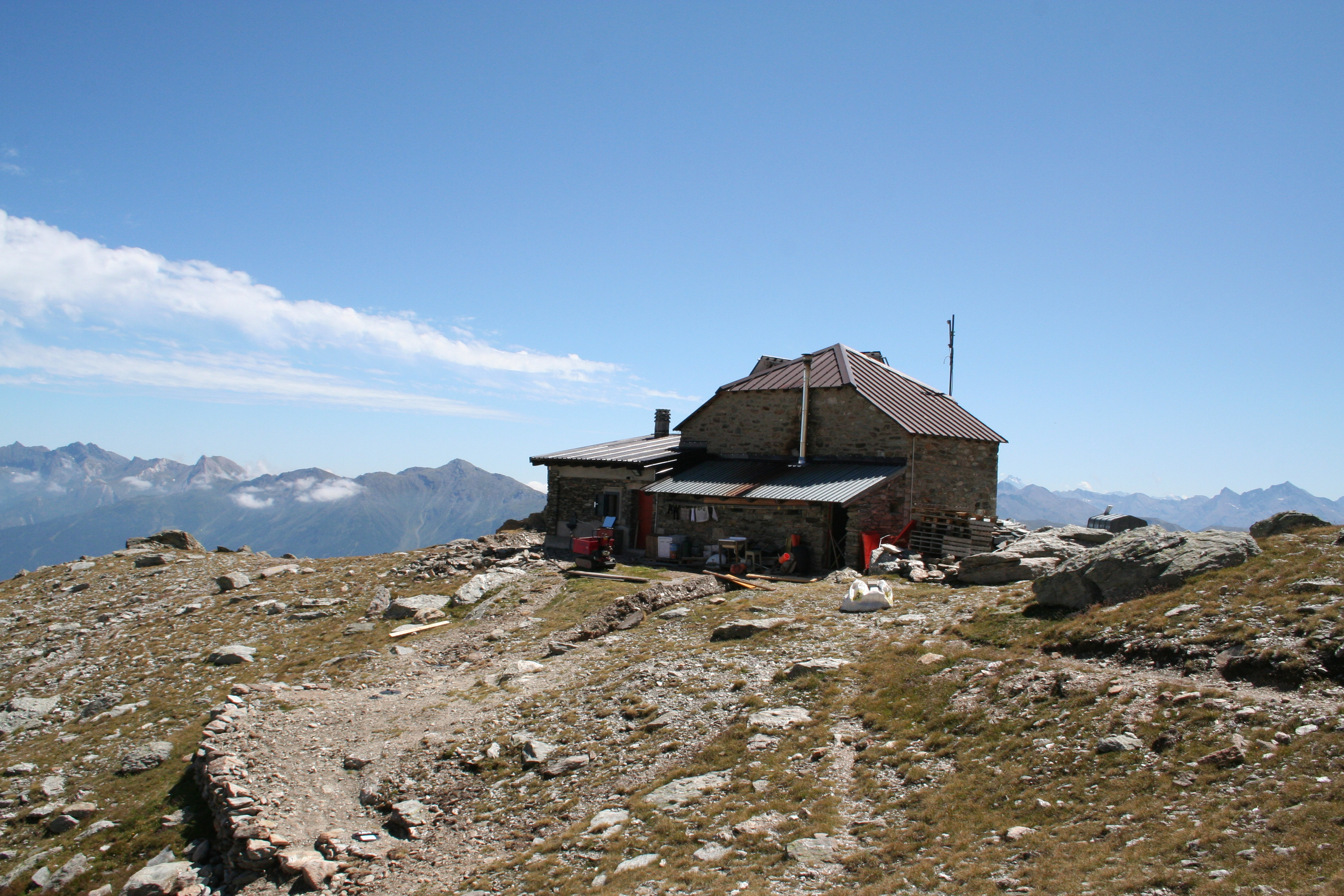
Il Rifugio Luigi Vaccarone.

Per facilitare l'escursionismo e la salita alle vette le Alpi del Moncenisio dispongono di diversi rifugi:
- Rifugio Luigi Vaccarone - 2.747 m
- Rifugio Avanzà - 2.574 m
- Rifugio del Monte Thabor - 2.502 m
- Rifugio d'Ambin - 2.270 m
- Refuge des Drayères - 2.180 m
- Rifugio Camillo Scarfiotti - 2.165 m
- Rifugio Petit Moncenis - 2.110 m
- Refuge Laval - 2.010 m
- Rifugio Levi Molinari - 1.850 m
- Rifugio Terzo Alpini - 1.780 m
- Rifugio I Re Magi - 1.769 m
- Rifugio Guido Rey - 1.761 m
- Rifugio Le Suffet - 1.700 m

## Galleria d'immagini

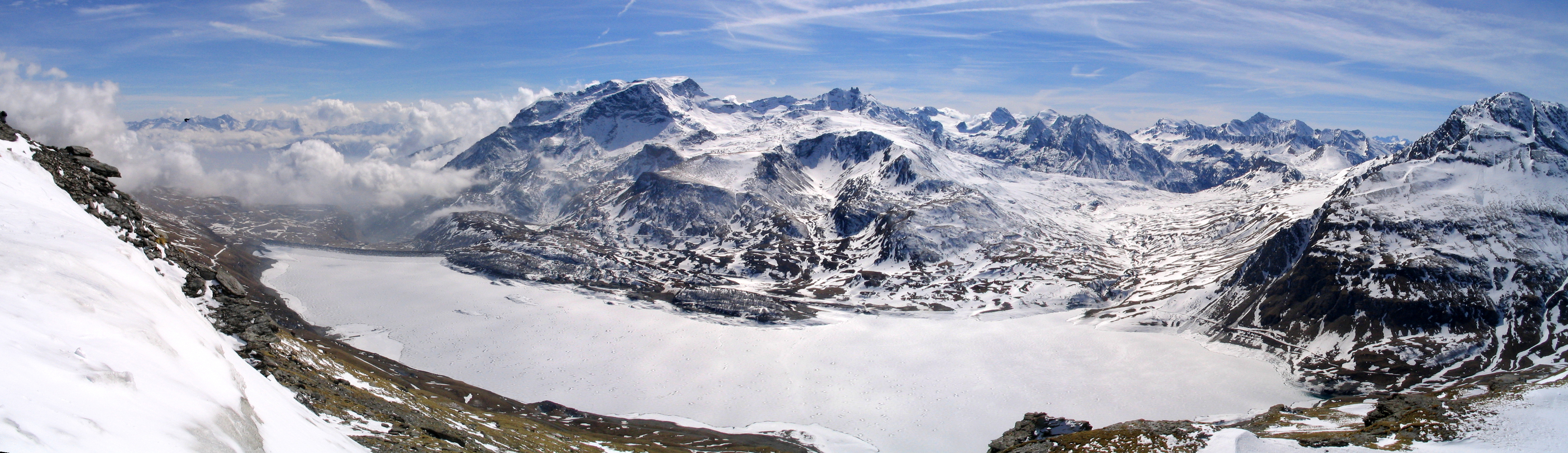
Il Lago del Moncenisio ghiacciato, contornato dalle montagne, visto dalle vicinanze del Col de la Tomba (parte del Gruppo Roncia-Lamet). Sulla sinistra la Val di Susa, coperta dalle nuvole,  dalle quali spuntano vette del Gruppo dell'Orsiera. Sullo sfondo sono riconoscibili (da sinistra verso destra) la Cima di Bard (3168m), il Monte Giusalet (3.313 m), il Monte Malamot (o Pointe Droset) 2.917 m, i Denti d'Ambin (3.372 m), la Punta Sommeiller (3.333 m), la Rognosa d'Etiache (3.382 m) (fra le due montagne il Colle del Sommeiller a 2993 m s.l.m.), Le Petit Vallon (3236 m), la Roche d‘Etache (3083m) (con davanti il Colle del Piccolo Moncenisio, la Pierre Menue (o Aiguille de Scolette) (3506 m), e la Punta Clairy o (Signal du Petit Mont Cenis) (3162 m). Tutte le montagne sono parte del Gruppo d'Ambin, tranne la Pierre Menue che appartiene all'omonimo gruppo.
Il Colle del piccolo Moncenisio. Da sinistra: il Monte Malamot (2917 m) con in cima il forte, la Cima di Bard (3168m), il Monte Giusalet (3.313 m), che si erge sul Vallone delle Savine, dove sono presenti il lago Savine o lago delle Savine (2.447 m) e il Colle Clapier (2.491 m); subito sopra i Denti d'Ambin (3.372 m), poi la Rocca d'Ambin (3 378 m), sotto il quale è collocato il Vallone d'Ambin, (dove si trova il Rifugio d'Ambin) che porta al Colle d'Ambin (2.897 m); sopra il vallone il Monte Ambin (3 264 m), la Punta Sommeiller (3.333 m),  sopra il Colle del Sommeiller a 2993 m s.l.m.). Davanti a questo la Roche d‘Etache (3083m) che copre la Pierre Menue (o Aiguille de Scolette) (3506 m), della quale (sulla destra della precedente montagna) si nota il crinale che scende verso la Moriana sulla quale si erge il Massiccio della Vanoise. Alla destra del colle è visibile parte della Pointe de Bellecombe (2.755m). Tutte le montagne elencate sono parte del Gruppo d'Ambin, tranne la Pierre Menue che appartiene all'omonimo gruppo e la Vanoise che costituisco un supergruppo alpino a sé stante.